# Барбазан
Барбазан (фр. Barbazan) насеље је и општина у јужној Француској у региону Миди Пирене, у департману Горња Гарона која припада префектури Сен Годан.
По подацима из 2011. године у општини је живело 449 становника, а густина насељености је износила 74,21 становника/km². Општина се простире на површини од 6,05 km². Налази се на средњој надморској висини од 450 метара (максималној 890 m, а минималној 439 m).

## Демографија
| 1962. | 1968. | 1975. | 1982. | 1990. | 1999. | 2011. |
| ----- | ----- | ----- | ----- | ----- | ----- | ----- |
| 507   | 516   | 406   | 386   | 351   | 378   | 449   |

График промене броја становника у току последњих година